# Hiles
|  | No s'ha de confondre amb Hilas. |

Hiles (en llatí Hylas) va ser un famós actor romà de pantomimes que va adquirir una gran reputació en temps de l'emperador August i va intervenir en nombroses representacions teatrals i espectacles de mim.
Va ser deixeble de Pílades de Cilícia el gran mestre d'aquest art en aquell temps. El públic romà tenia dificultats en dir si era millor Pilades o el deixeble, ja que segons sembla Hiles era excepcionalment bo, amb gran talent i habilitat, i per molts superava al seu mestre.